# Quang sai (thiên văn học)

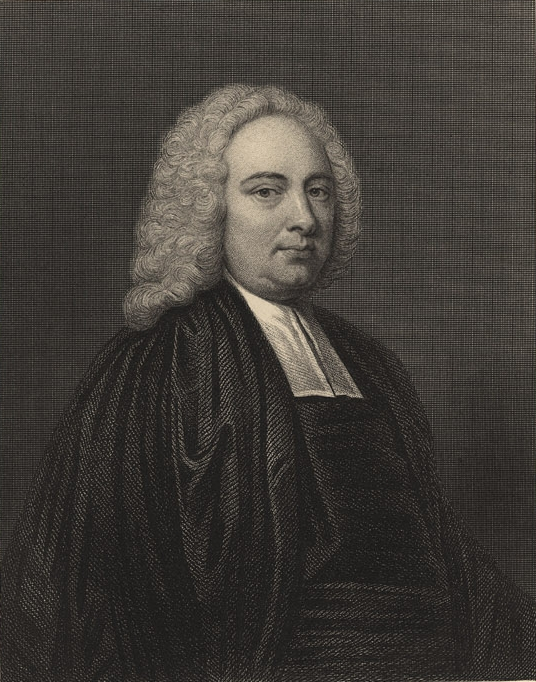

Quang sai trong thiên văn học là sai lệch biểu kiến của vị trí thiên thể trên thiên cầu, do vận tốc có giới hạn của ánh sáng và vận tốc chuyển động của người quan sát gây nên. Hiện tượng này được nhà thiên văn Anh James Bradley phát hiện ra, khi theo dõi thị sai của sao vào năm 1727.

## Bản chất
Ánh sáng từ thiên thể đến người quan sát bị lệch một góc, có độ lớn phụ thuộc vào vận tốc chuyển động của người quan sát và hướng lệch phụ thuộc vào điểm hướng (tiếng Anh, apex) của người quan sát.
Người quan sát chịu ảnh hưởng của ba chuyển động khác nhau của Trái Đất đổi với thiên thể được quan sát, gây nên các hiệu ứng quang sai sau:
- Chuyển động xoay hàng ngày của Trái Đất, quanh trục của mình gây nên quang sai ngày.
- Chuyển động của Trái Đất quanh Mặt Trời gây nên quang sai năm (tiếng Anh, annual aberration).
- Chuyển động của Hệ Mặt Trời quanh tâm Ngân Hà gây nên quang sai thiên niên (tiếng Anh, secular aberration).

Trong quan sát các hành tinh của Hệ Mặt Trời, cần xét thêm quang sai hành tinh (tiếng Anh, planetary aberration), phụ thuộc vào vận tốc của hành tinh trên quỹ đạo và thời gian quang sai, là thời gian mà ánh sáng cần có để đi từ hành tinh đến người quan sát.
| |                                        |
| Nguyên nhân gây nên quang sai ngày Vxd- vận tốc tại xích đạo φ - vĩ độ của quan sát viên Quang sai ngày tại các địa cực bằng không | Nguyên nhân của quang sai năm          |
| |                                        |
| Quang sai thiên niên | Vận tốc chuyển động của người quan sát |
| | Quang sai                              |